# Зелена Ганна Йонівна
Га́нна Йо́нівна Зеле́на, уроджена Абрамчук, псевдо — «Гива» (20 квітня 1927, с. Скулин, Волинська область — 19 листопада 2023, там же) — зв'язкова УПА, учасниця Норильського повстання, багатолітній в'язень сталінських таборів.

## Життєпис
У родині Абрамчуків була наймолодшою — крім Ганни, були ще брат і сестра. Закінчила польську початкову школу в рідному селі.
У роки Другої світової війни — зв'язкова повстанців. Присягу вояка УПА прийняла у 15 років. Отримала псевдо «Гива», тобто верба.
У 1942 році війська нацистської Німеччини підпалили її село, тому батько збудував у лісі землянку, де приховувалися. Недалеко від землянки розташувався повстанський загін, відомий як «Золота рота», під командуванням Сергія Дятла, що користувався псевдонімом «Дяченко». Вона активно долучилася до діяльності повстанців, збираючи матеріали для них та доставляючи їх. Ганна виконувала завдання, збираючи полотно для повстанців і перевозячи важливі повідомлення вплетеними у свої довгі коси грипси. Щоденно вона проходила до 20 кілометрів, нерідко ризикуючи життям, наприклад, перевозячи тіла вбитих повстанців під соломою через контрольований власівцями переїзд.
Видана сусідкою влітку 1945 року. Засуджена на 10 років таборів. Покарання відбувала на уральських кам'яних кар'єрах, згодом — на Далекому Сході та Сибіру, потім — на Півночі СРСР. Учасниця Норильського повстання, під час якого отримала поранення. Звільнена 5 березня 1955 року, після чого повернулася додому, до Скулина.
Після війни Ганна Зелена працювала в різних місцях, зокрема у мостопоїзді в Ковелі та на відбудові залізничних постів через Турію. Пізніше вона працювала у складі бригади в Акмолинській області (Казахстан) та у сільському колгоспі в своєму рідному селі. Одружилася та народила троє дітей.
10 жовтня 1991 року Ганна Зелена була реабілітована прокуратурою Волинської області. Її ініціативою в селі Скулин був встановлений пам'ятний знак на честь бійців ОУН та УПА.